# Egbert van 't Oever

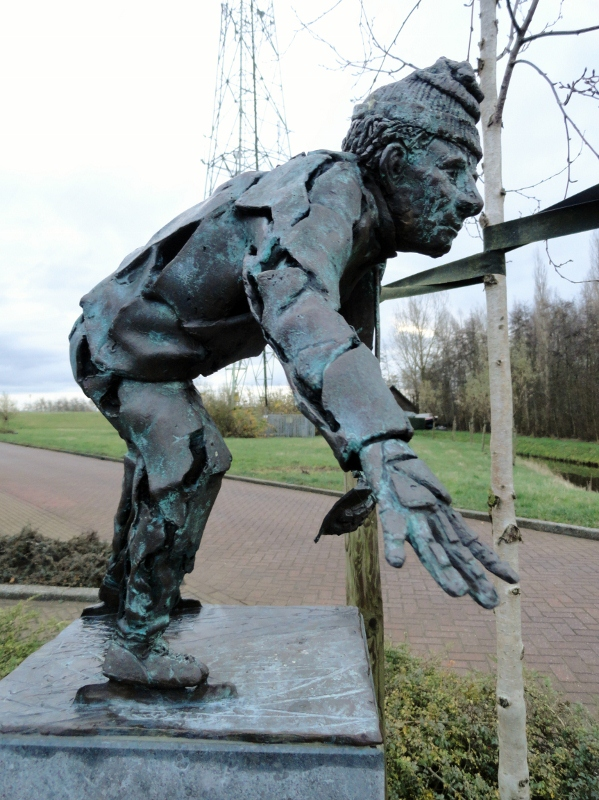
Beeld van van 't Oever in Lisse, in de Egbert van 't Oeverstraat

Egbert van 't Oever (Lisse, 15 juli 1927 – aldaar, 5 oktober 2001) was een Nederlands schaatscoach en in 1954 zelf Nederlands allround-kampioen schaatsen.

## Biografie
Van 't Oever was in 1988 coach van drievoudig goudenmedaillewinnares Yvonne van Gennip op de Olympische Spelen van Calgary. Later was hij onder andere ook nog coach van Marianne Timmer. Tot aan zijn overlijden bleef hij actief in de schaatssport als coach.
Tijdens het jaarlijkse schaatsgala aan het eind van het schaatsseizoen wordt er de Egbert van 't Oever Aanmoedigingsprijs uitgereikt aan de meestbelovende junior.
Egbert van 't Oever overleed op 74-jarige leeftijd aan de gevolgen van darmkanker.

## Resultaten
| jaar | NK Allround | EK Allround | Olympische Spelen    |
| ---- | ----------- | ----------- | -------------------- |
| 1951 | 9e          | -           |                      |
| 1952 |             | -           | 19e 5000m 19e 10000m |
| 1953 |             | -           |                      |
| 1954 | Goud        |             |                      |
| 1955 | Zilver      | NC20        |                      |
| 1956 | 5e          | -           | 25e 10000m           |
| 1957 |             | -           |                      |
| 1958 |             | -           |                      |
| 1959 |             | -           |                      |
| 1960 |             | -           | -                    |
| 1961 |             | -           |                      |
| 1962 | 7e          | -           |                      |

### Medaillespiegel
| kampioenschap     | goud | zilver | brons |
| ----------------- | ---- | ------ | ----- |
| NK Allround       | 1    | 1      | 0     |
| EK Allround       | 0    | 0      | 0     |
| Olympische Spelen | 0    | 0      | 0     |